# Казаченко, Григорий Алексеевич
Григорий Алексеевич Казаченко (3 мая 1858, Полтава — 18 мая 1938, Ленинград) — русский и украинский композитор, профессор Ленинградской консерватории.

## Биография
Учился в Императорской певческой капелле и Санкт-Петербургской консерватории (1874—1883).
С 1889 — хормейстер Санкт-Петербургской Императорской оперы. В качестве капельмейстера выступал в симфонических и общедоступных концертах Императорского русского музыкального общества и в своих «Русских концертах» в Париже (1898).
С 1924 — руководитель хорового класса Ленинградской консерватории (с 1926 — профессор). Заслуженный деятель искусств РСФСР (1937).
Лучшие его произведения:
- оперы:
  - «Князь Серебряный» (по А. К. Толстому[1]; поставлена в 1892 в Мариинском театре под управлением автора)
  - «Пан Сотник» (на сюжет из «Кобзаря» Т. Г. Шевченко 1902, поставлена в Санкт-Петербургском Народном доме)
- симфония
- две восточные сюиты
- фантазия на русские темы для альта-соло и оркестра
- кантата «Русалка» (сопрано, смешанный хор и оркестр).

Автор партитуры музыкально-хорового сопровождения к первому российскому полнометражному фильму «Оборона Севастополя» (1911).
21 февраля 1938 года награждён орденом «Знак Почёта» в связи с 75-летним юбилеем Ленинградской консерватории и за выдающиеся заслуги в области подготовки музыкальных кадров.